# مئذنة

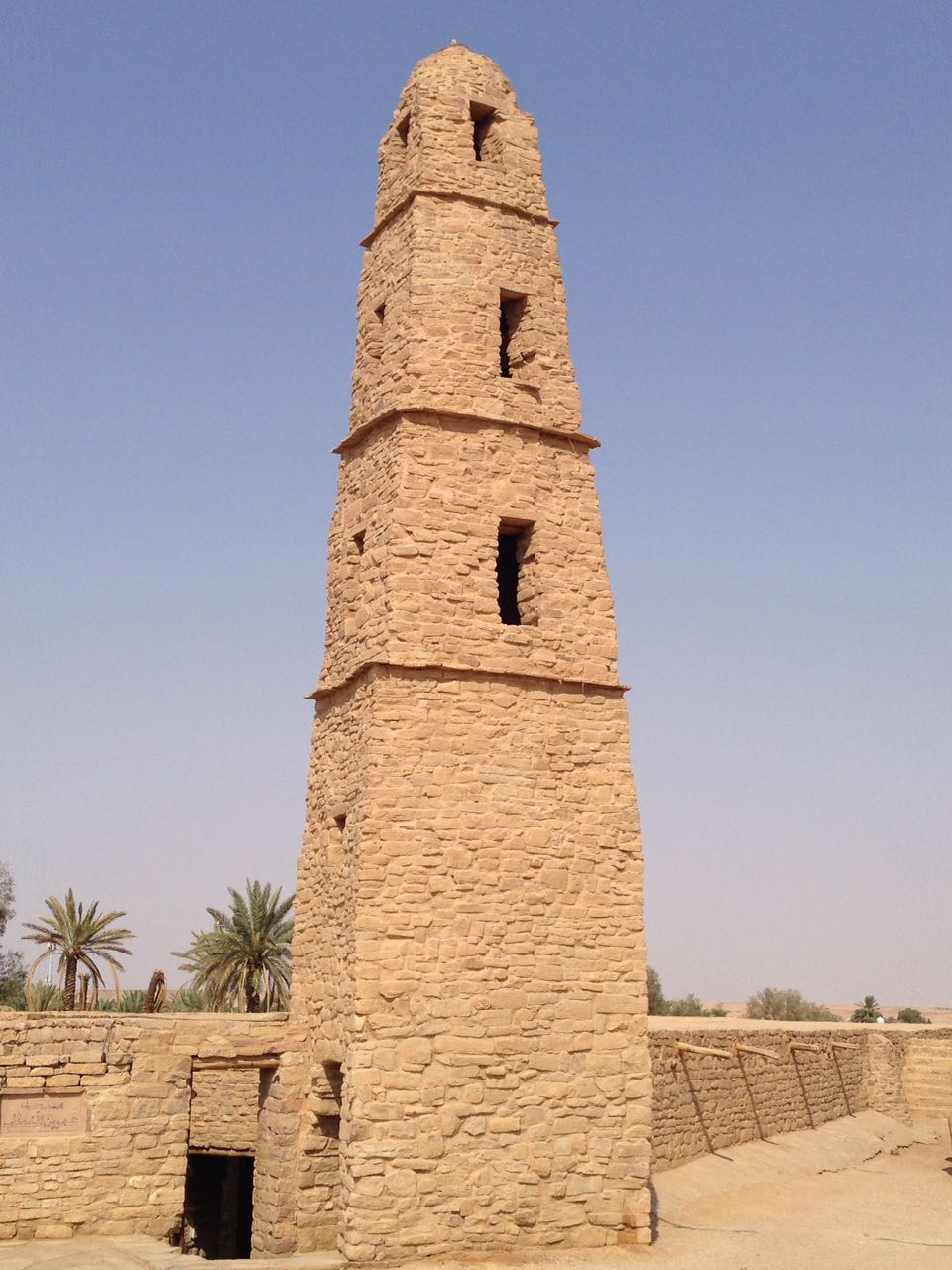
أول مئذنة في الإسلام: مئذنة مسجد عمر بن الخطاب بمحافظة دومة الجندل، في منطقة الجوف بالسعودية.

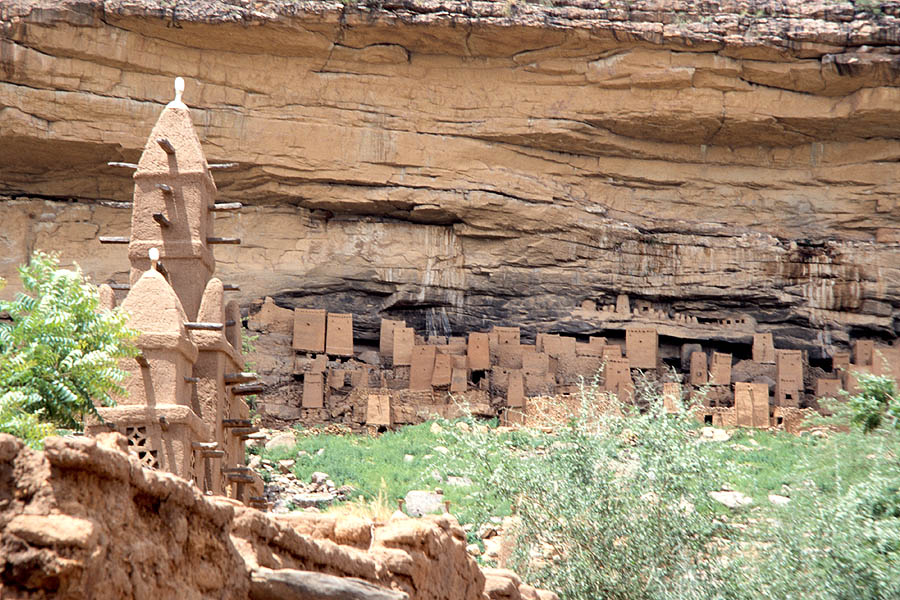
مئذنة لأحد جوامع شعب الدوجون في مالي بجوار مساكنهم الجبلية.

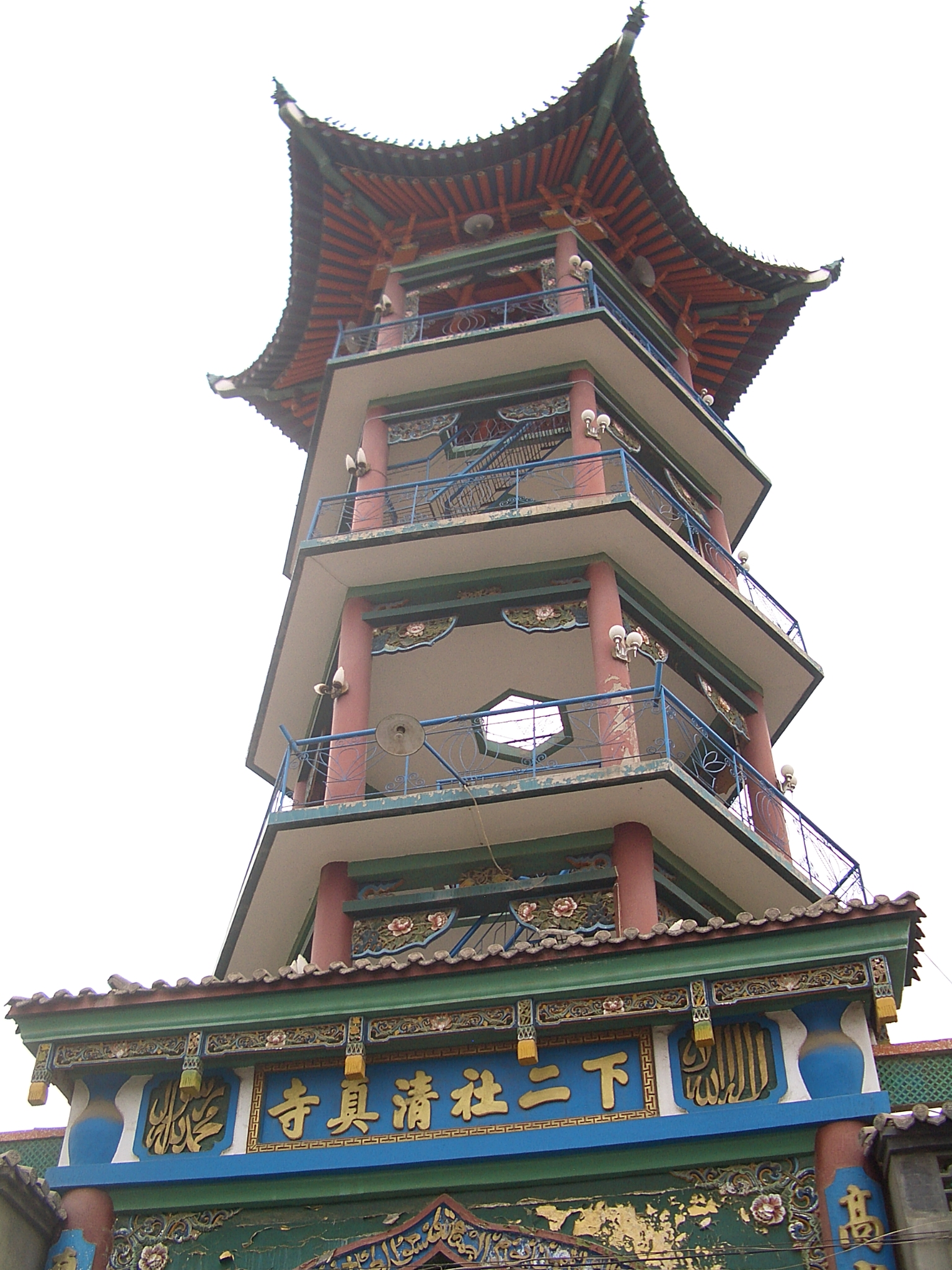
مئذنة أحد مساجد مدينة لينشيا الصينية.

المِئذَنة أو المَنارة أو الصومعة، هي مبنى أو برج مرتفع طويل يكون ملحقا بالمساجد وغرضه إيصال صوت الأذان للمسلمين ودعوتهم للصلاة، وتعتبر منارة مسجد عمر بن الخطاب في دومة الجندل أول مئذنة في الإسلام وقد أمر ببنائها عندما كان متجهاً لبيت المقدس عام 16 للهجرة، ولا تزال المئذنة محافظة على شكلها المعماري لأكثر من 14 قرناً.

## التسمية
كانت كثير من المآذن في الماضي مزودة بالقناديل مما يجعلها منارات تهدي المسافرين للمدينة أو البلدة، لذلك فإن الكثيرين من الباحثين العرب يطلقون عليها اسم المنارات.
وقد تستخدم المئذنة أحياناً في إعلان بيانات الدولة.
ومع مرور الزمن باتت المئذنة قطاعاً قائما بذاته من فنون العمارة الإسلامية فقد وجهت لها عناية كبيرة في التصميم والتنفيذ وتفاوتت ارتفاعاتها إلى عدة عشرات من الأمتار، وزخرف بناؤها، وزين بالنقوش الإسلامية البديعة وأعطيت أشكالاً شتى ما بين مدورة، ومضلعة ومربعة، وقاعدتها تتناسب طردأً مع ارتفاعها، وبداخلها سلم حلزوني يصعد إلى شرفتها حيث يقف المؤذن وينادي للصلوات.
لقد صنف المتخصصون في العمارة الإسلامية طرازات المآذن وأشكالها في فئات تتصل إما بالحقب التاريخية أو بالبلد الإسلامي الواحد أو بأشخاص بناتها من الخلفاء والسلاطين والملوك والأمراء.

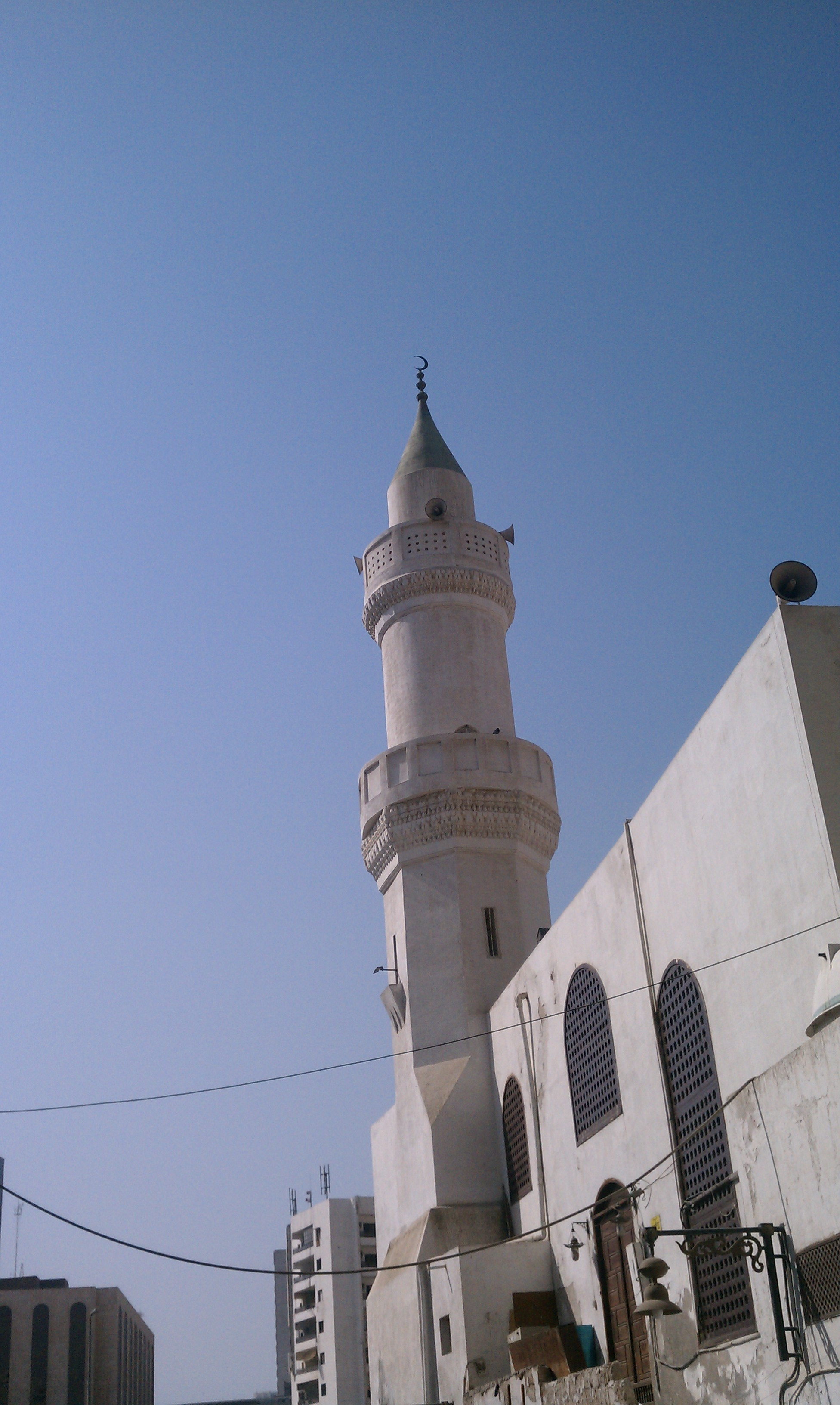
مئذنة تجاور سوق جدة.

## التطور التاريخي
ولم تكن هنالك مآذن في بداية الإسلام، بقدر ما كانت الحاجة إلى مكان مرتفع يرفع فيه المؤذن صوته للإعلام بدخول وقت الصلاة. بل كان بلال بن رباح يصعد لسطح المسجد ويؤذن في عهد النبي محمد ولكن مع اتساع رقعة الدولة الإسلامية، نشأت الحاجة إلى المئذنة، واستخدام المئذنة في الأمور الدينية يرجع إلى العصر الجاهلي يقول امرؤ القيس في معلقته:
ويجمع مؤرخوا المسلمين على أن المساجد التي بنيت في الجزيرة العربية وسواها من الأمصار التي دخلت في دين الله كانت بلا مآذن، وتميزت وظهرت المأذن بعد ذلك في عصر الدولة الأموية في بلاد الشام في دمشق وغيرها من بلاد المسلمين.

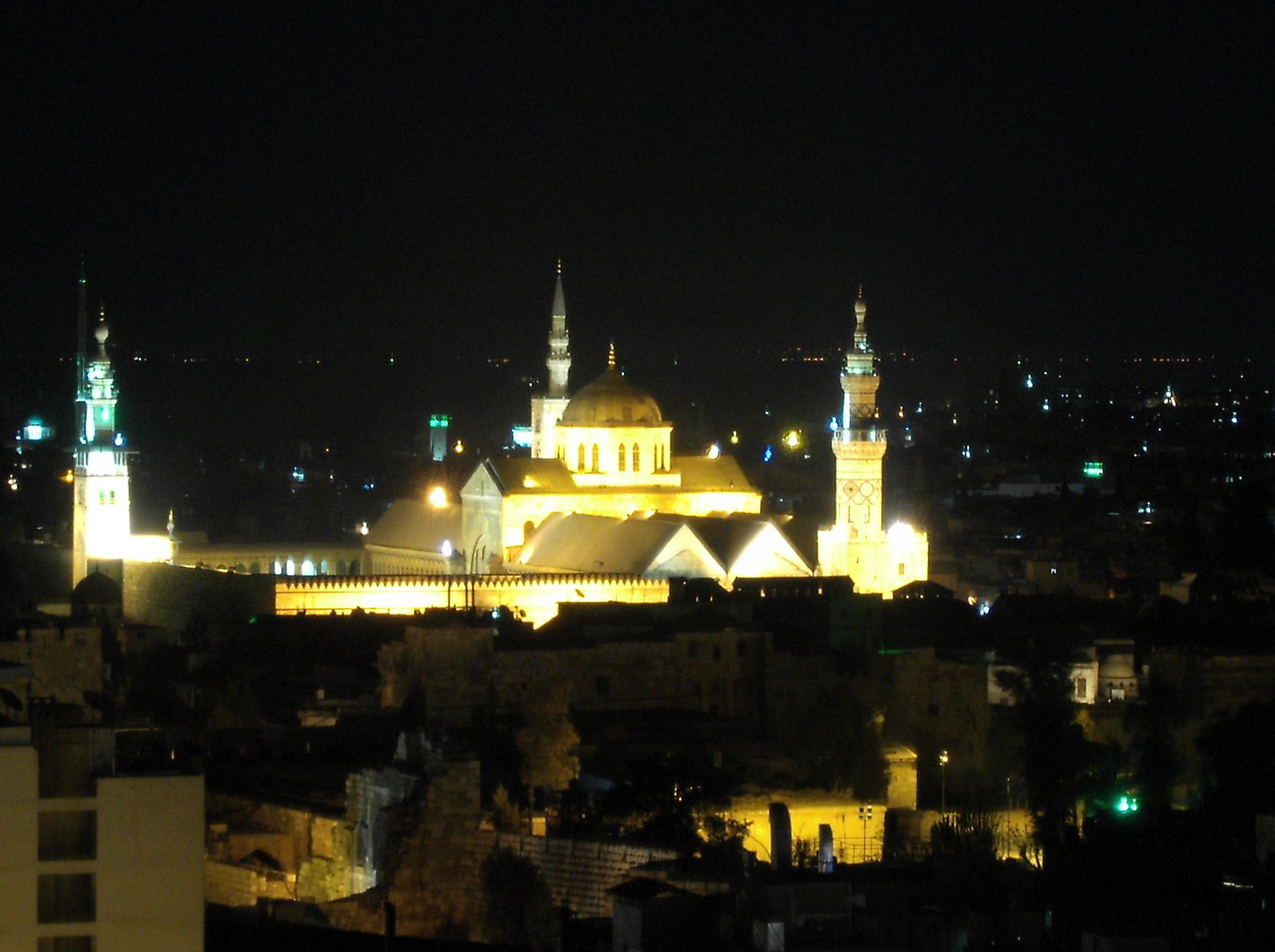
منظر ليلي لمآذن جامع بني أمية في دمشق

وكانت الماذن على شكل أبراج المسقط الافقي لها يأخذ شكل (المربع).
وفي العصر العباسي أصبحت المآذن مدورة وظهرت اشكال جديدة مثل المئذنة الملوية في سامراء وبنيت بعض المآذن من طبقات عديدة كل طبقة منها تختلف في تصميمها عن الطبقات الأخرى وأشهر أمثلتها مئذنة مسجد ابن طولون في القاهرة التي تتالف من ثلاث طبقات أولها (وهي القاعدة) مربعة والثانية أسطوانية والثالثة ذات ثمانية أضلاع.
وفي العصر الفاطمي فكانت المآذن عالية ورفيعة نوعاً ما وتنتهي بقبة بصلية مثل مئذنة الجامع الأزهر بالقاهرة.
وفي العهد المملوكي فقد كانت الماذن عالية ولكن ليس لها قاعدة مميزة وبنيت على شرفات مثل جامع السلطان حسن.
وفي العصر المغولي فتميزت المآذن بارتفاعها الشاهق وتكون ذات قطر ضخم يقل تدريجيا.
بينما في العهد المغولي في الهند فكانت الماذن تمتاز بالضخامة والارتفاع وتحتوي على أكثر من صحن وزخارف نباتية مثل مسجد قوة الإسلام بدلهي وفي مراحل متقدمة ظهر تاج محل بمآذنه البيضاء العالية المائلة قليلا للخارج.
وفي زمن الدولة العثمانية كانت المآذن رشيقة عالية وذات نهاية قلمية أو رصاصية كما في جامع التكية السليمانية في دمشق.
وفي عهد دولة المرابطين والموحدين فبنيت مئذنة واحدة برجية الشكل في المسجد.

## مادة البناء

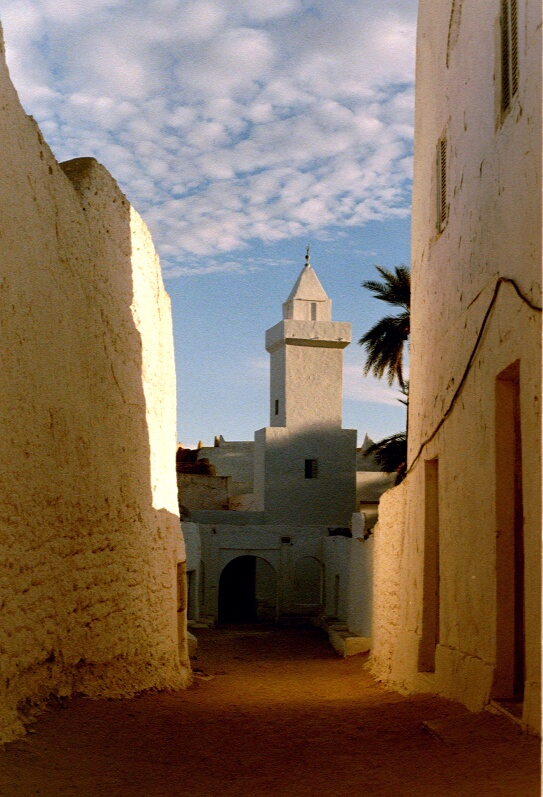
مئذنة في غدامس - ليبيا.

بشكل عام فان الماذن في جميع العصور المختلفة على خلاف ما كان في المغرب العربي كانت مادة تشييدها تعتبر حسب بيئتها وموقعها ففي المغرب العربي والشام ومصر (الحجر) وفي العراق (الطابوق ومشتقات الطين)، كما استخدمت المادة الرابطة في المراحل المتأخرة من العمارة الإسلامية.

### أجزاء المئذنة
من الأسفل إلى الأعلى.
- قاعدة.
- بدن مُربع.
- شُرفة
- درابزين، حاجز مفرغ.
- قائم أو عمود في الدرابزين.
- بدن دائري.
- جوسق.
- قمة المئذنة.
- الجامور أو القمعولة أو الحلية.[6]

## معلومات عن المآذن
- المسجد الأكثر مآذن في العالم هو المسجد النبوي الشريف ويصل عددها إلى عشرة ثم المسجد الحرام المبارك والذي يملك تسعة يليه المسجد الأزرق في إسطنبول بستة مآذن.مآذن المسجد النبوي في المدينة المنورة

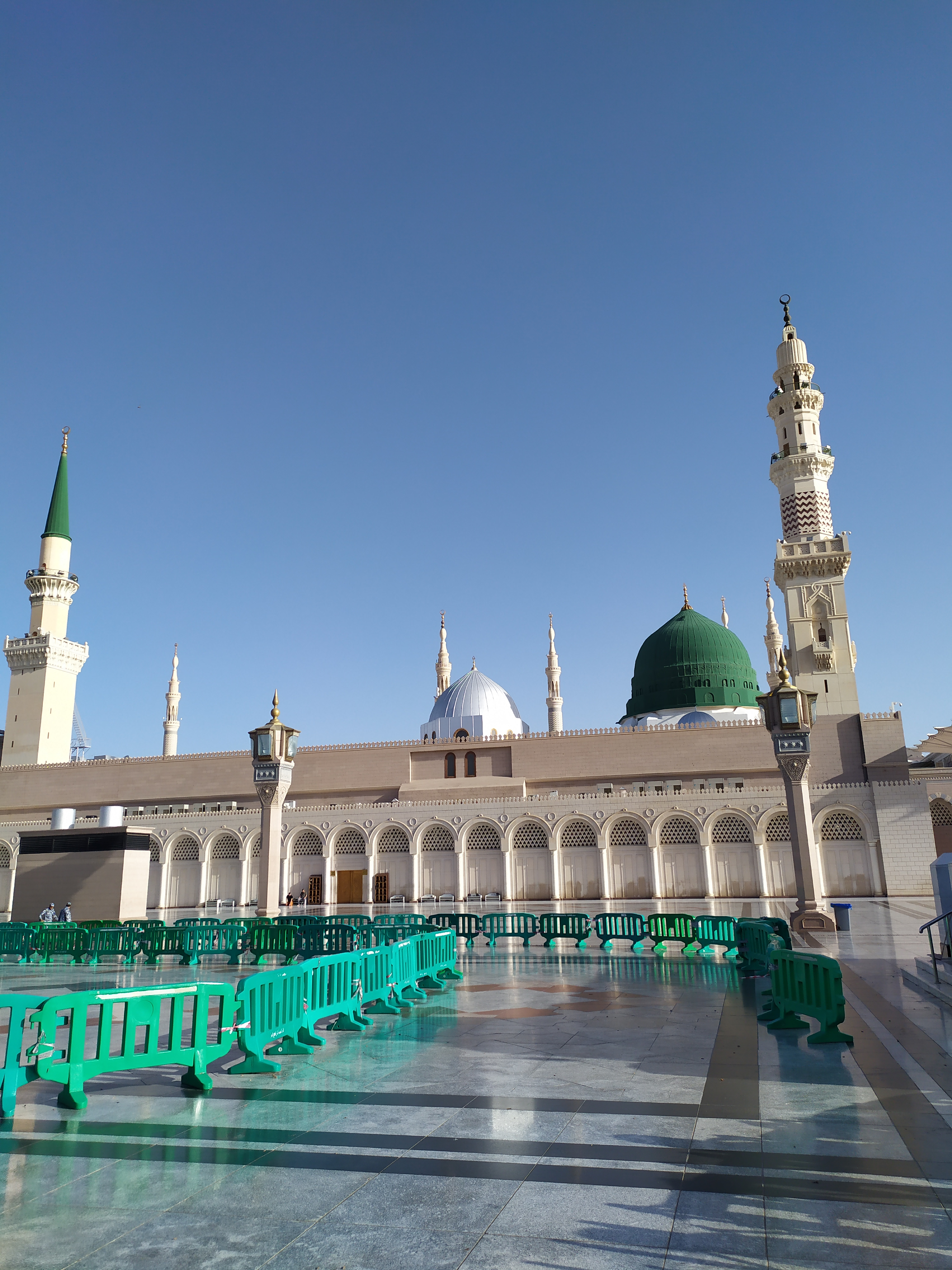
مآذن المسجد النبوي في المدينة المنورة

- اشتهرت القاهرة بكثرة عدد مآذنها وكانت تعرف بمدينة الألف مئذنة.

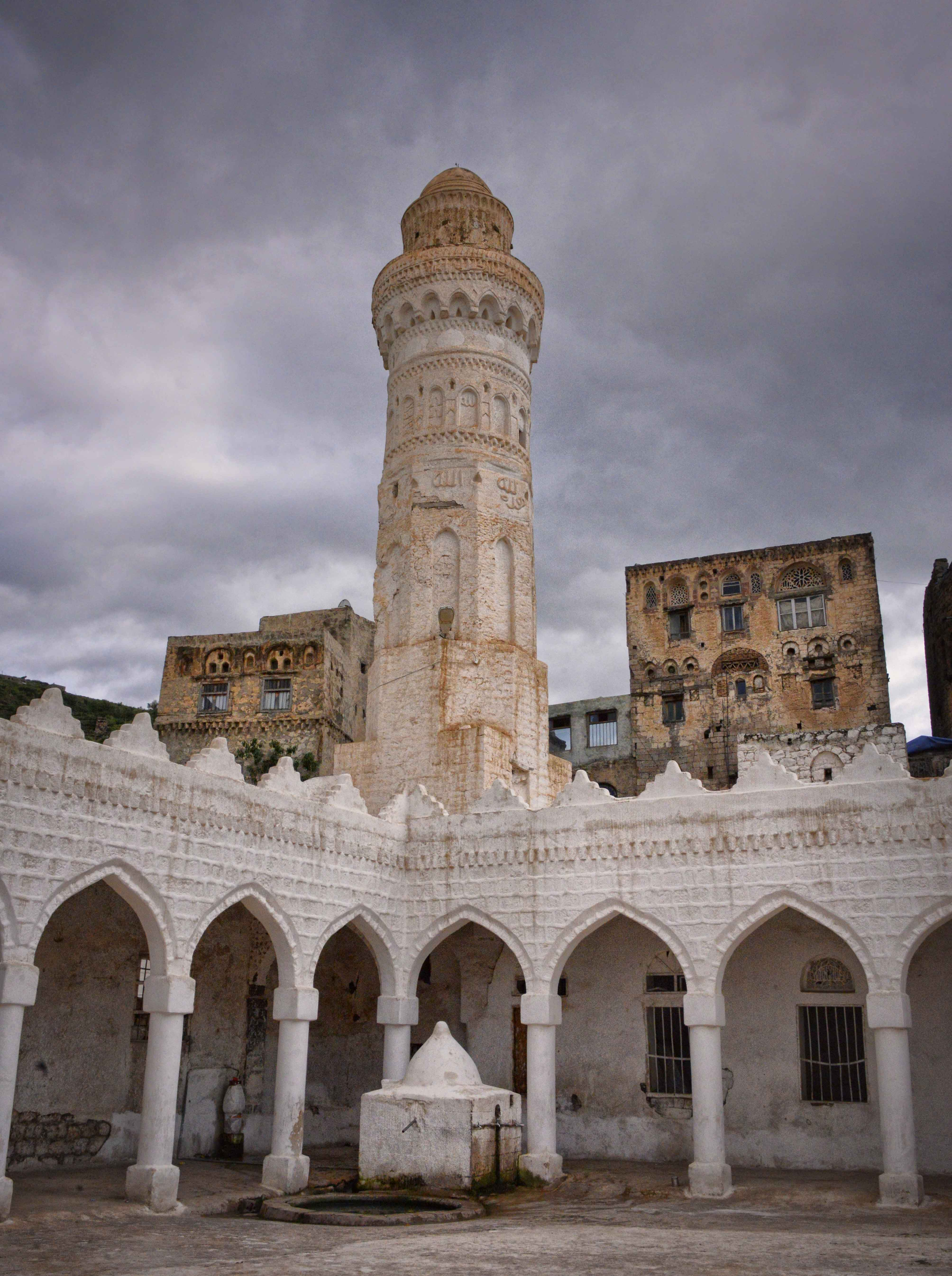
مأذنة في اليمن

## أطول المآذن
- مئذنة مسجد الجزائر الاعظم بالجزائر العاصمة(265م)
- مئذنة مسجد الحسن الثاني بالمغرب (210 م)
- مئذنة مسجد الفتح بالقاهرة (130 م)
- مآذن التوسعة الثانية بالمسجد النبوي الشريف بالمدينة المنورة (105 م)
- مآذن المسجد الحرام المبارك بمكة المكرمة (92 م)

## حظر المآذن في سويسرا

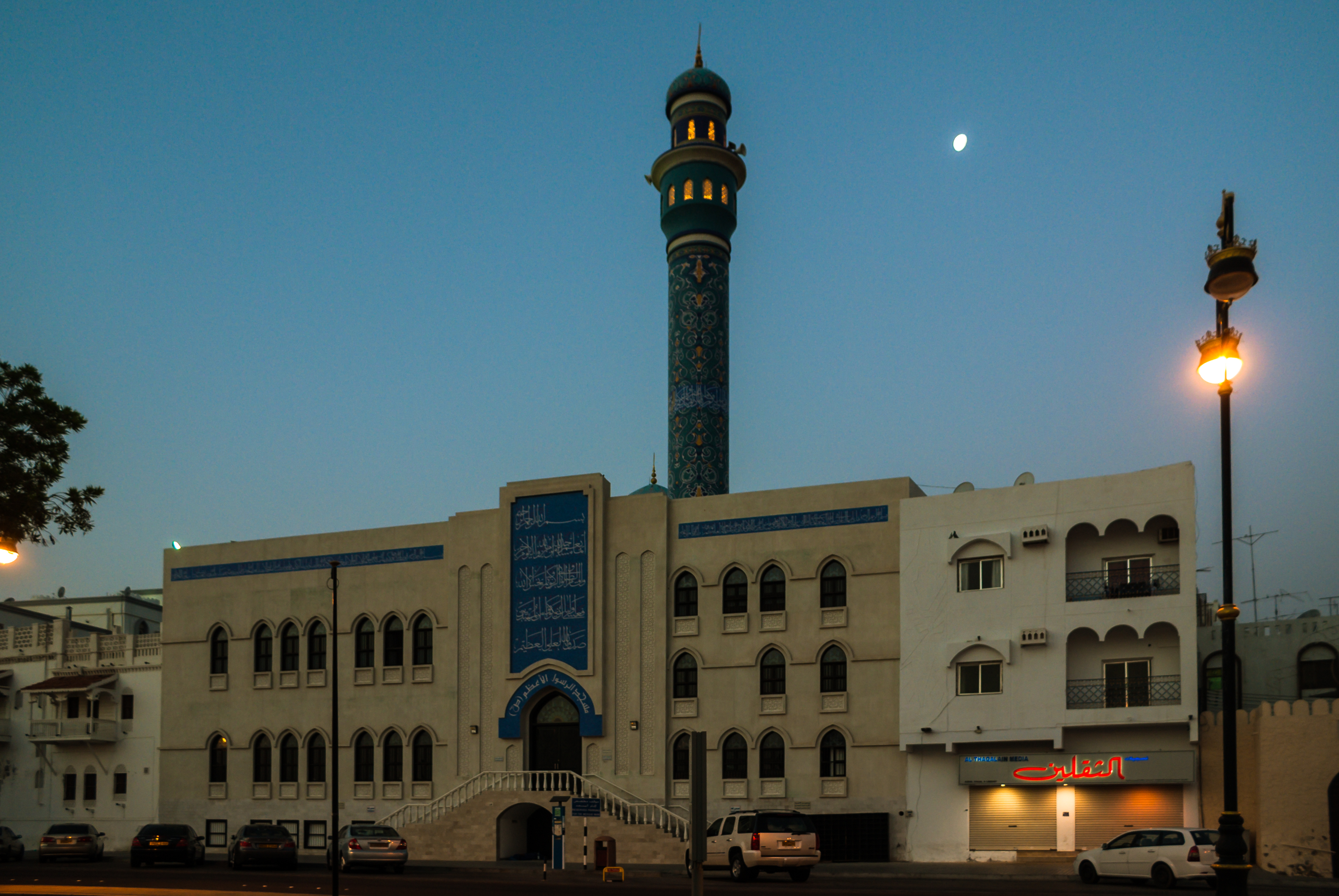
جامع ذو مأذنة زرقاء في مطرح عُمان

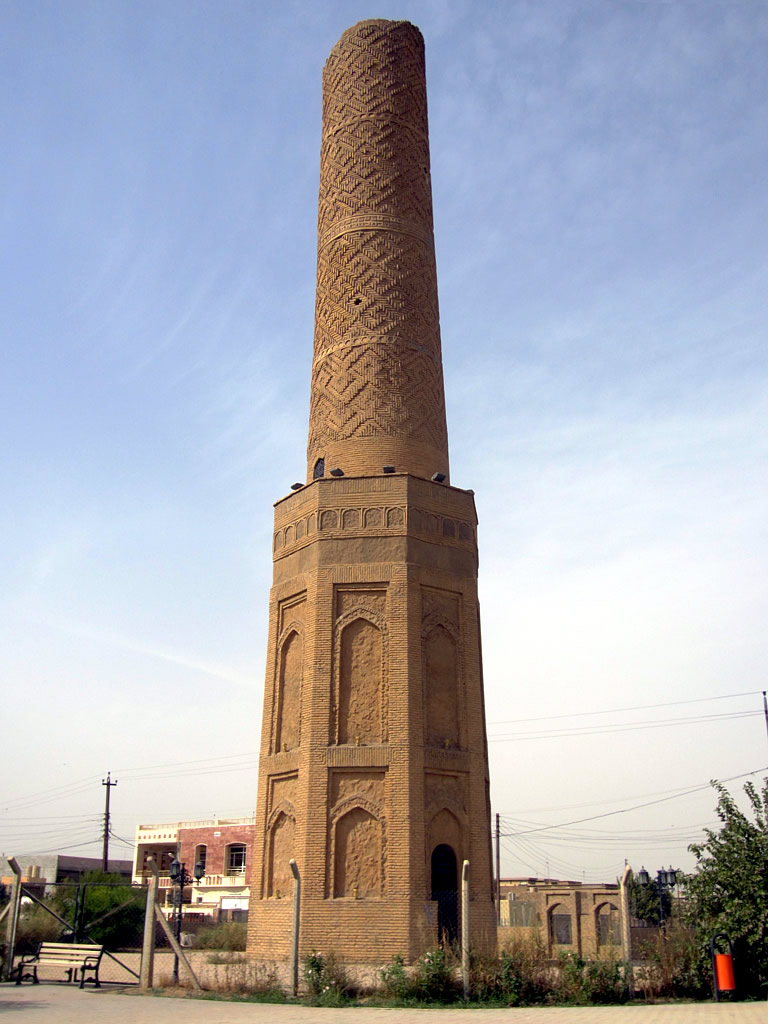
المنارة المظفرية في أربيل بكردستان العراق

منذ عام 2006 بدأ النقاش يحتدم حول حظر بناء المآذن في سويسرا. وقد قام حزب الشعب السويسري اليميني المتشدد بطرح مبادرة للاستفتاء الشعبي حول حظر بناء المآذن في سويسرا، حيث قام بتدشين حملة إعلامية واسعة ضد المآذن واعتبراها رمز لسلطة الإسلام وربط بينها وبين قضايا أخرى مثل قهر المرأة والنقاب والزواج القسري والتعصب الديني وأسلمة أوروبا. وقد جرى الاستفتاء على تلك المبادرة في 29 نوفمبر 2009 حيث تم قبولها، وبذلك تم إضافة بند في الدستور السويسري يحظر بناء المآذن في سويسرا نهائيا، وقد أثار هذا الأمر زوبعة من الانتقادات وعرض سويسرا لاتهامات بخرق حقوق الإنسان. وقد تقدمت منظمات إسلامية سويسرية بطعن على القرار السويسري أمام المحكمة الأوروبية لحقوق الإنسان في شتراسبورج، ويوجد في سويسرا حاليا أربعة مآذن فقط في مدن جنيفوزيورخ وأولتن وفينتر تور.